# Isao a.k.a. Lucas
Isao a.k.a. Lucas（イサオ・エーケーエー・ルカス、本名：吉見 功（よしみ いさお）、1981年11月3日）は、東京出身のDJ、オーガナイザー。血液型A型。 

## 人物
DJ名のLucasはMondo Grossoの大沢伸一によって名付けられた。ブラジル人アーティストLucas Santtana(ルーカス・サンタナ)に由来。
小学生〜中学生時代はサッカー部に在籍しDFをつとめた。
中学時代、夏休みの間だけ、カナダのバンクーバー島の学校に語学研修やホームステイに行っていたことがある。
高校ではソーラーカーを製作し、1998年にはイエローコスモスにて秋田の大潟村で行われたワールド・ソーラーカー・ラリー
、千葉の幕張海浜公園で行われた朝日ソーラーカーラリーに出場、
1999年にはスーパーペガサスにて鈴鹿サーキット(FIA ELECTRO-SOLAR CUP DREAM CUP ソーラーカーレース鈴鹿)をドライバーとして走った。
その様子は読売新聞や朝日新聞にも取り上げられた。
高校時代は学校にターンテーブル、ラジカセを持ち込み、お昼休みは教壇でレコードをかけたりしていた。
放課後はラジカセで自分のテープをかけながら、仲間たちとソーラーカーを製作し、サーキットにもラジカセを持ち込んでいた。
小学生〜高校時代の同級生に、日本テレビのアナウンサーの藤田大介、タレントでせんだみつおの娘のせんだるか、歌手の有里知花、津軽三味線小山会三代目の小山豊、サザンオールスターズのドラム松田弘の息子でドラマーの松田翔、整体師・女優の久嬢由起子がいる。
同じく後輩に元女優の黒澤優、俳優・タレントの篠山輝信(サッカー部の後輩でもある。)がいる。
また、ブラジルのコリンチャンスやJリーグ・柏レイソルに所属した元サッカー選手の橋本幸一は同じ中学の大先輩で、交流がある。
大のマイケル・ジャクソン好き。小学生時代に一番聞いてたアルバムが1991年にリリースされたマイケル・ジャクソンのDANGEROUS。
1996年12月20日に東京ドームで行われたマイケル・ジャクソンのヒストリー・ワールド・ツアーに行っている。
中学時代にマイケル・ジャクソンの海外版シングルCDを買いあさっていた時に、
ハウスのリミックスというものに出会い、フランキー・ナックルズを知り、早速フランキー・ナックルズのアルバムBeyond The Mixを購入、The Whistle Songに感銘を受け、ハウスに傾倒していくようになる。
デザイナーとしての一面もあり、ジャケットや、レコードレーベル面、イベントのフライヤーなども手掛ける。
2021年より、自分がデザインするTシャツやグッズのオンラインショップをオープンさせた。
自分で楽曲のリエディットを作ることも多く、リエディットのみでDJをすることもある。それらのリエディットはTOKYO FMやblock.fmでもオンエアされたことがある。
DJはハウス、ディスコが中心だが、J-POPや和モノ、ディズニーなどにも精通し、それらのパーティーに呼ばれることも多数。
ディズニーのみのミックスはTOKYO FMでもオンエアされた。
趣味はサッカーとスキー、
サッカーは東京ヴェルディのサポーターで、Jリーグ開幕以前から観戦しに行っていて、今でも観戦に行っている。
東京ヴェルディ好きが高じて、2020シーズンから東京ヴェルディのスタメン発表の音楽のディレクションも行っている。
スキーは冬の間だけ長野県菅平高原でスキーのインストラクターをすることも。
父親は元スキーの選手でもある。
ディズニーが好きで小学生時代から年間パスポートを持っていた。
ハワイが好きで、ハワイ州観光局が実施するのハワイスペシャリスト検定のハープウ (上級)を満点合格した。

## 来歴
東京都新宿区出身。歌舞伎町の新宿赤十字病院で生まれた。
幼稚園は渋谷幼稚園。小学校から高校までは玉川学園に通っていた。
中学生の頃にハウスと出会い、
その後、高校時代にターンテーブルを手に入れ、レコードを掘り始める。
初めて行ったクラブは高校時代に行った六本木のCore(瀬里奈の並びの旧Core)。
2002年に自身でクラブミュージックを紹介するサイト、def130 webを独学で立ち上げる。
2003年に下北沢のBasement BarにてクラブDJとしてデビュー。
同年、7月にはオンラインセレクトCDショップDEFGROUND RECORDSをオープン。
オーナーとして、さまざまなCDを紹介。
8月には西麻布Bullet'sにてDJをやりながら同時にVJをこなした。
(当時のVJソフトはモーションダイブ)
また、クラブイベント/ダンスミュージック情報サイト「クラベリア」にて、ライターとして活動。
2003年9月12日(金)に西麻布Yellowにて行われたブランニューメイドの10周年パーティー彩 -IRO vol,50-、当時スタートしたばかりのWOMBでのドラムンベースパーティー06Sなど、様々なジャンルのパーティーや、JazzanovaのAlexander Barck、King Britt、DJ Romainなどのインタビューを担当。
2004年、7月にオープンした渋谷Froatにて、10月に初のオーガナイズのパーティーFrontierを開催する。
2005年には、渋谷Froatにて、毎週木曜日のHappy Hourの時間帯を担当。
同年、12月からは渋谷Ballで毎月第3土曜日に行われていたパーティー、My Houseのオーガナイザーに就任(〜2007年6月)。
オーガナイザーに就任第一回目のゲストは2005年にKing StreetよりデビューしたDJ KAWASAKI、ライブにKarinを迎えた。
2006年11月に発刊された、「先端都市社会学の地平 (先端都市社会学研究 (1))」(ハーベスト社)では、
8.サブカルチャーによる脱テリトリー空間の生成とその意味づけ —宇田川町におけるクラブカルチャーのスポットとネットワーク— (石渡雄介)内にて、宇田川町のクラブシーンについてのコメントが掲載。
また、JzBratや、江ノ島で行われていたFIFTHWORLDにて、SLEEP WALKER、LOOP SESSION、RHYMESTERのDJ JINのブッキングを担当した。
2007年からはFlower RecordsでA&R、配信、海外交渉、パーティー、ウェブサイトなどを担当。
須永辰緒(Sunaga t experience)、Mansfield名義での活動でも知られる池田正典のCDの制作を担当する。
また、Flower Records Online Shopを立ち上げたり、所属アーティストのウェブサイトや、Coba-Uの所属するBahamas Recordsのサイト、各種SNS、
ヴァイナルの盤面、配信用のジャケット画像のデザインなども手がけた。
2010年からはROCKWEST(現R Lounge)にてプレスを担当。また、ROCKWESTのパーティーのフライヤーのデザインやウェブサイトなども手がけた。
2010年〜2014年まで代官山Air、渋谷moduleで行われていたDJ Yummy主宰のパーティーDONUTZにレギュラーとして参加。
2011年4月ごろからPCでのDJに移行、ソフトはTRAKTORを使用、当初はヴァイナルコントロールだったが、ターンテーブルがない場面も多々あるため、コントローラを使用するようになった。
2011年にはJFN系列局で放送されていた音楽番組「音楽自由区。」で8月の毎週火曜日の選曲を担当。
2011年後半からはしぶや花魁でのPRを担当。
また、お店にあったメニューをアレンジした丼を提案し、ドヤ丼と名付けられ、しぶや花魁での大人気メニューとなった。モーリー・ロバートソンがそのどんぶりが好きで、よく食べに来ていた。
m-flo☆Taku Takahashiが局長をつとめるインターネットラジオ「block.fm」にて、
しぶや花魁のプロデューサー、ヴィーナス・カワムラユキによるナビゲートの「shibuya OIRAN warm up RADIO」の初回オンエアではゲスト出演し、DJミックス&トークをつとめた。
それ以降、block.fmの他の番組、「VINYL HOUSE」「Localize!!」「Remote Control」「radio REBOOT」などでも度々登場した。
しぶや花魁では毎週木曜日にDoyaikes! Loungeを開催。
一回目のゲストはモナコからB-Cultを招聘。
2015年にはTOKYO FMでのEARTH RECORDSにてDJミックスがオンエア。
2017年11月にはかつて在籍したFlower Recordsの20周年パーティーを渋谷clubasiaにて企画、同時にFlower Recordsの20周年記念コンピレーション(配信限定)も企画。
2018年より渋谷clubasiaにてFlower Recordsの新しいパーティー、Boogielandをスタート。
2020年からは東京ヴェルディのスタメン発表の音楽のディレクション、2021年途中からは味の素スタジアムでの東京ヴェルディホームゲームでのコンコースの音楽を手掛けている。

## DJ MIX
- Deep House - SOUL EYES vol.18
- Deep House - DJ Mix for KAMMO Pt.1 -Famous Work of Deep House-
- Disco - Isao a.k.a. Lucas Disco DJ Live Mix June 2014
- Chillout - Isao a.k.a. Lucas Chillout Mix 2013 Summer
- Chillout/Lounge - DJ Mix 2012.June
- Deep House - Isao a.k.a Lucas Lounge Mix 2012/04/03
- Disney - Tokyo DisneySEA 15th Anniversary "The Year of Wishes" MIX
- Disney - Disney Mix For Tokyo FM Earth Records 2015